# Château de Saint-Marc
Le château de Saint-Marc est un château situé à Damiatte, dans le Tarn (France).

## Historique
Le château de Saint-Marc est un édifice du XIXe siècle, construit à partir de 1832. Son édification est commandité par une famille locale, les Loupiac, ayant fait fortune dans la fabrication de tuiles et de briques. Ainsi, en 1874, Henry Loupiac (1830 - ?) se retire au château, propriété de famille, et devient maire de la commune. Notaire et ancien élève du collège Saint-Michel de Fribourg, il avait été maire de Lavaur de 1866 à 1870.

## Architecture
Le château de Saint-Marc est situé au centre d'un important domaine de sept hectares, et à proximité directe d'un grand lac de cinquante acres. Le château est au sud d'une cour entourée de deux bâtiments en L, fermant la cour au nord. Ces bâtiments sont partiellement ruinés, et étaient auparavant occupés par une boulangerie, avec son four à pain, une grange, un pigeonnier, des cuves et de grands écuries.
Le château en lui-même est un grand logis de style néoclassique s'élevant sur deux étages. La façade principale, enduite en blanc, se découpe en neuf travées. Les deux dernières travées de chaque côté ont une toiture en tuiles en saillie, tandis qu'au centre la toiture sert de terrasse. De belles balustrades entourent celle-ci. La travée centrale, au-dessus de la massive porte d'entrée, présente un balcon entouré de colonnes à chapiteaux.